# Zulfikar Ali Bhutto
Zulfikar Ali Khan Bhutto (Urdu: ذوالفقار علی بھٹو) (Larkano (Sindh, destijds Brits-Indië), 5 januari 1928 – Rawalpindi (Punjab), 4 april 1979) was een Pakistaanse politicus. Van 1971 tot 1973 was hij president en van 1973 tot 1977 premier van het land.

## Levensloop
Hij was afkomstig uit een rijke grootgrondbezittersfamilie en studeerde rechten en politicologie in de Verenigde Staten en aan de Universiteit van Oxford, Verenigd Koninkrijk. Na zijn terugkeer in Pakistan (1953) was hij advocaat en later docent staatsrecht, alvorens hij de politiek inging.

### Minister
In 1963 werd Ali Bhutto minister van Buitenlandse Zaken onder president Ayub Khan. Hij raakte spoedig in conflict met de president, die het niet eens was met Bhutto's pro-Chinese koers (China en de Verenigde Staten zijn traditioneel de bondgenoten van Pakistan, terwijl Rusland traditioneel gezien de bondgenoot is van Pakistans aartsvijand India). Maar bij het uitbreken in Peking van de Culturele Revolutie leek het Ayub beter enige afstand tot het bewind van voorzitter Mao te nemen. In 1966 werd Bhutto als minister ontslagen.
In 1967 richtte hij de links-populistische Pakistan Peoples Party (PPP) op, die een islamitisch-socialisme voorstond.
In 1970 behaalde de PPP van Bhutto de meeste stemmen in West-Pakistan, maar werd niet de grootste partij: de Oost-Pakistaanse (thans: Bengalese) Awami Liga van sjeik Mujibur Rahman behaalde meer stemmen. 

### President en premier
Bhutto's vasthoudendheid op het punt van de eenheid van Pakistan was een van de factoren die leidden tot de burgeroorlog in Oost-Pakistan en de daarop volgende afscheiding van Bangladesh. Na de verloren Indo-Pakistaanse Oorlog van 1971 en de onafhankelijkheid van Bangladesh trad de militaire president Yahya Khan af en werd Ali Bhutto op 20 december 1971 president.
Bij een grondwetswijziging werd in 1973 het parlementaire stelsel hersteld en Bhutto werd premier. Zijn regering herstelde ook de autonomie van de Pakistaanse provincies en de bevolkingsgroepen en gaf Pakistan een islamitisch karakter (Bhutto was een aanhanger van het islamitische soefisme). Zijn autoritair beleid deed de onrust in het land toenemen.

### Terdoodveroordeling
Bij de verkiezingen van 1977 behaalde de PPP een grote verkiezingszege. Desondanks beschuldigde de oppositie Bhutto van verkiezingsfraude en manipulatie van de uitslag. Zijn legerleider generaal Mohammed Zia-ul-Haq bracht samen met collega-militairen in juli 1977 Bhutto ten val. In september 1977 werd Bhutto gearresteerd. Hij werd ervan beschuldigd opdracht te hebben gegeven om een politieke tegenstander te vermoorden. In maart 1978 werd hij ter dood veroordeeld. Vanuit de gevangenis spoorde hij zijn dochter, Benazir Bhutto, aan om zijn politieke carrière voort te zetten.
Het vonnis werd in februari 1979 in hoger beroep bevestigd. Ondanks internationale protesten werd hij in april 1979 op 51-jarige leeftijd opgehangen.

## Oeuvre
- The myth of independence (1969)
- The great tragedy (1971)

Iskandar Mirza · Mohammed Ayub Khan · Yahya Khan · Zulfikar Ali Bhutto · Fazal Ilahi Chaudhry · Mohammed Zia-ul-Haq · Ghulam Ishaq Khan ·
Wasim Sajjad · Farooq Leghari · Wasim Sajjad · Mohammed Rafiq Tarar · Pervez Musharraf · Mohammed Mian Soomro · Asif Ali Zardari · Mamnoon Hussain · Arif Alvi ·
Asif Ali Zardari
Liaquat Ali Khan · Khawaja Nazimuddin · Muhammad Ali Bogra · Chaudhry Muhammad Ali · Huseyn Shaheed Suhrawardy · Ibrahim Ismail Chundrigar · Feroz Khan Noon · Mohammed Ayub Khan · Nurul Amin · Zulfikar Ali Bhutto · Muhammad Khan Junejo · Benazir Bhutto · Ghulam Mustafa Jatoi ·
Nawaz Sharif · Balakh Sher Mazari · Nawaz Sharif · Moeenuddin Ahmad Qureshi · Benazir Bhutto · Malik Meraj Khalid · Nawaz Sharif · Pervez Musharraf · Zafarullah Khan Jamali · Chaudhry Shujaat Hussain · Shaukat Aziz · Muhammad Mian Soomro · Yousaf Raza Gilani · Raja Pervez Ashraf ·
Mir Hazar Khan Khoso · Nawaz Sharif · Shahid Khaqan Abbasi · Nasirul Mulk · Imran Khan · Shehbaz Sharif · Anwar ul Haq Kakar · Shehbaz Sharif